# Вооружённые силы Кабинды
Вооружённые силы Кабинды (порт. Forças Armadas de Cabinda) — повстанческое движение, сражающееся за создание независимого государства Республика Кабинда на территории Анголы. Вооружённое крыло политической националистической группы «Фронт за освобождение анклава Кабинда».

## История
«Движение за освобождение анклава Кабинда» в Леопольдвиле под председательством Луиша Ранке Франке, «Комитет действий Национального союза Кабинды» в Браззавиле под председательством Энрике Н’зиты Тиагу и «Альянс дю Майомбе» (названный в честь массивного леса на севере Кабинды) в Пуэнт-Нуаре под председательством Антониу Эдуарду Созиньу Нзау, в 1963 году эти три повстанческих движения объединились, основав «Фронт за освобождение анклава Кабинда» (ФЛЕК) со штаб-квартирой в Пуэнт-Нуаре.
Целью вооружённых сил Кабинды является независимость полуанклава Кабинда, под названием Республика Кабинда, от власти Анголы, борьба ведётся с 1975 года и по настоящее время. Основанные в 1977 году, вооружённые силы Кабинды обосновывает свои требования независимости тем, что Кабинда географически не соприкасается с Анголой, а также тем, что 1 февраля 1885 года по Симуламбукскому договору Португалия объявила её протекторатом, а затем, в 1957 году, Португалия передала Кабинду и Анголу под управление единого управляющего, не внося изменений в Симуламбукский договор, но при этом не включала Кабинду в состав Анголы.
Сегодня армия ФЛЕК-Вооружённых сил Кабинды, состоящая из гражданских добровольцев, борется за независимость Кабинды как внутри, так и за пределами против политического движения, основанного на социалистических идеях, «Народного движения за освобождение Анголы — Партия труда» (МПЛА), и правительства Анголы.
Вооружённые силы Кабинды утверждают, что в португальских колониальных документах Кабинда не входит в административные границы Анголы, а является отдельным протекторатом.
Вооружённые силы Кабинды состоят примерно из 800 человек, большинство из которых — добровольцы, набранные из числа жителей Кабинды, хотя есть и иностранные добровольцы, в небольшом количестве, почти все в Службе разведки Кабинды (SIC). Военная иерархия во многом соответствует ангольской модели: президент (Антониу Луиш Лопеш) является главнокомандующим армии, за ним следуют генералы, старшие и младшие офицеры, рядовые и унтер-офицеры.